# La vida breve
La Vie brève
Personnages
- Salud - soprano
- La grand-mère - mezzo-soprano ou contralto
- Carmela - mezzo-soprano
- Une vendeuse - mezzo-soprano
- Deuxième et troisième vendeuses - soprano
- Paco - ténor
- L'oncle Sarvaor - basse chantante ou baryton

Airs
- ¡Vivan los que ríen!

La vida breve (La Vie brève) est un drame lyrique composé par Manuel de Falla en 1904-1905, livret en espagnol de Carlos Fernández Shaw (en), version française de Paul Milliet. Ce court opéra marque le début de la renommée du compositeur.

## Présentation
Dans sa forme initiale (en un acte) La Vida breve (La Vie brève) est présentée au concours de l'Académie des Beaux-Arts San Fernándo et reçoit le prix dans la catégorie opéra, le 14 novembre 1905. Cette bourse permet à Falla de poursuivre ses études à Paris. Sur les conseils de Paul Dukas, le compositeur en remanie l'orchestration et sur ceux de Claude Debussy — qui apprécie les mérites de la partition — il articule la mise en scène en deux actes. L'œuvre est complètement terminée en 1908.
La création madrilène de la version de 1905 n'ayant pu se faire, le Teatro Real ayant refusé de monter l'œuvre contrairement au contrat avec l'Académie, l'œuvre est créée en France, où Falla habite depuis 1907, puis en Espagne (1914) et aux États-Unis (1926).
La création mondiale en français s'effectue, grâce à l'entremise d'André Messager au Casino municipal de Nice le 1er avril 1913, avec Lillian Grenville (Salud), David Devriès (Paco), Édouard Cotreuil (Oncle Sarvaor), Renée Fanty (Grand-mère), Mlle Gerday (Carmela), dir. Jacques Miranne, ainsi que la même année à l'Opéra-Comique de Paris avec la générale le 30 décembre puis la première le 7 janvier 1914. L'Opéra-Comique laisse l'œuvre à son répertoire et la reprend en 1928 et 1949. Elle est créée le 14 novembre 1914 à Madrid au Teatro de la Zarzuela et en 1926 au Metropolitan Opera à New York et à Chicago. La vida breve  est également donnée en Argentine dès 1923, à La Scala en 1934 et à Berlin en 1936.
Plus influencé par l'opéra vériste de Puccini et Mascagni, que par la zarzuela, cet opéra de jeunesse de Falla est l'un des rares opéras espagnols qui se soit fait une place dans le répertoire international du XXe siècle, avec, dans une moindre mesure Goyescas de Granados et avant Les Tréteaux de maître Pierre.
Lors de la création niçoise, « le public reconnut immédiatement les subtiles qualités de cet ouvrage, qui est un digne pendant de la Carmen de Bizet. Pedro García Morales (es) […] a souvent proclamé que l'héroïne de Falla, beaucoup plus que celle de Mérimée, était par excellence le personnage espagnol d'opéra ».
La durée est d'environ 1 h 10.

## Argument
L'action est contemporaine à l'œuvre et se déroule à Grenade en Espagne.
C'est un drame, une histoire d'amour qui finit mal entre une belle gitane, Salud, et Paco. Ce dernier lui cache ses fiançailles avec une jeune fille riche, Carmela, plus proche de son rang et qu'il finit par épouser, contrairement à toutes les promesses qu'il avait faites.
Tout d'abord écrit en un acte, cet opéra fut remanié en deux actes sur les recommandations de Debussy,.

### Acte 1
- Tableau I : Cour d'une modeste maison du quartier d'Albaicín, où Salud attend Paco. Les chorales sont entendues. Ce sont les forgerons de l'Albaicín qui chantent en travaillant dur : « Malhaya, l'homme qui est né avec le noir mais ! Malhaya qui est né enclume, au lieu de naître marteau ! », mélodie qui résonnera comme un leitmotiv tout au long du travail. La grand-mère, qui aime sincèrement sa petite-fille, prend soin d'elle. Salud : vive ceux qui rient ! Que ceux qui pleurent meurent ! Paco apparaît et ensemble avec Salud, ils forment un duo d'amour : Vous ne savez pas quelle peur vous m'avez causée. Oncle Sarvaor (Salvador) sait que Paco est attaché à une femme de sa classe sociale. Une jolie fille et aussi très riche ! Paco jure de nouveau fidélité à Salud. L'oncle est furieux contre lui, mais la grand-mère l'arrête.
- Tableau II : La nuit tombe peu à peu. Plein de beauté et de poésie, un court poème symphonique décrit (avec des voix lointaines) un coucher de soleil à Grenade.

### Acte 2
- Tableau I : Rue de Grenade. Façade de la maison de Carmela. Vous pouvez voir la cour où une fête joyeuse est célébrée : « je chante des soleares à Carmeliya et Paco et à la mémoire de leurs pairs … filles Arsa et à danser ! » . Salud, consciente du mariage de Paco et Carmela, arrive sur les lieux avec Salvatore, se souvenant douloureusement des faux serments. Ils observent de la rue à travers une fenêtre ce qui se passe dans le patio : le voilà qui rit, à côté de cette femme ! … Le cœur de Carmela : Parfois ça s'arrête et parfois ça tire. Grand-maman arrive. Vous entendez la voix de Paco. Salud chante depuis la fenêtre : « Malhaya la pauvre femme qui naît avec le noir mais ! Malhaya qui est né enclume, au lieu de naître marteau ! … Ne lui demandez pas plus, ou allez à l'Albaicín ! ». Le petit ami infidèle l'entend.
- Tableau II : Cour où le mariage est célébré. Les invités portent des vêtements de luxe. Plusieurs couples dansent. Paco essaie de feindre le bonheur en dissimulant son inquiétude : « si j'avais été plus prudent ! Je n'aurai pas dû la laisser comme ça ! ». Carmela le regarde. Salud et Sarvaor apparaissent parmi les invités : « Regardez quels gitans ! Regardez quelle fille ! ». Salud : je ne viens pas chanter ! Elle pointe du doigt Paco qui laisse échapper son nom. Salud : « Il m'a perdue ! Il m'a trompée ! Il m'a abandonnée ! ». Pour se défendre contre les accusations, Paco assure qu'il ne la connaît pas : « Vous mentez ! Jetez-la ! ». Carmela : « Paco! Mon Dieu ! ». Salud, prononçant son nom doucement, tombe morte à ses pieds.

## Discographie
- Victoria de los Ángeles (soprano), Josefina Puigsech (mezzo-soprano), Rosario Gomez (mezzo-soprano), Carmen Gombau (soprano), Emilio Paya (baryton), Pablo Civil (ténor), Pilar Tello (soprano), Augustina Turullos (mezzo soprano), Fernando Cachadina (baryton), José Simorra (baryton), Miguel Pujol (ténor), Amadeo Cartana (ténor) ; Grand Théâtre du Lycée de Barcelone, dir. Ernesto Halffter (1952, EMI).
- Victoria de los Ángeles  (soprano) ; Orchestre national d'Espagne, dir. Rafael Frühbeck de Burgos (1965, EMI) (OCLC 937439856).
- Teresa Berganza (Salud), Alicia Nafé (Grand-mère), José Carreras (Paco), Juan Pons (Oncle Sarvaor) ; Orchestre symphonique de Londres, dir. Luis Garcia Navarro (janvier 1978, DG) (OCLC 658377485)